# America's Answer
America's Answer er en amerikansk dokumentarfilm fra 1918.